# Novoměstské náměstí v Toruni

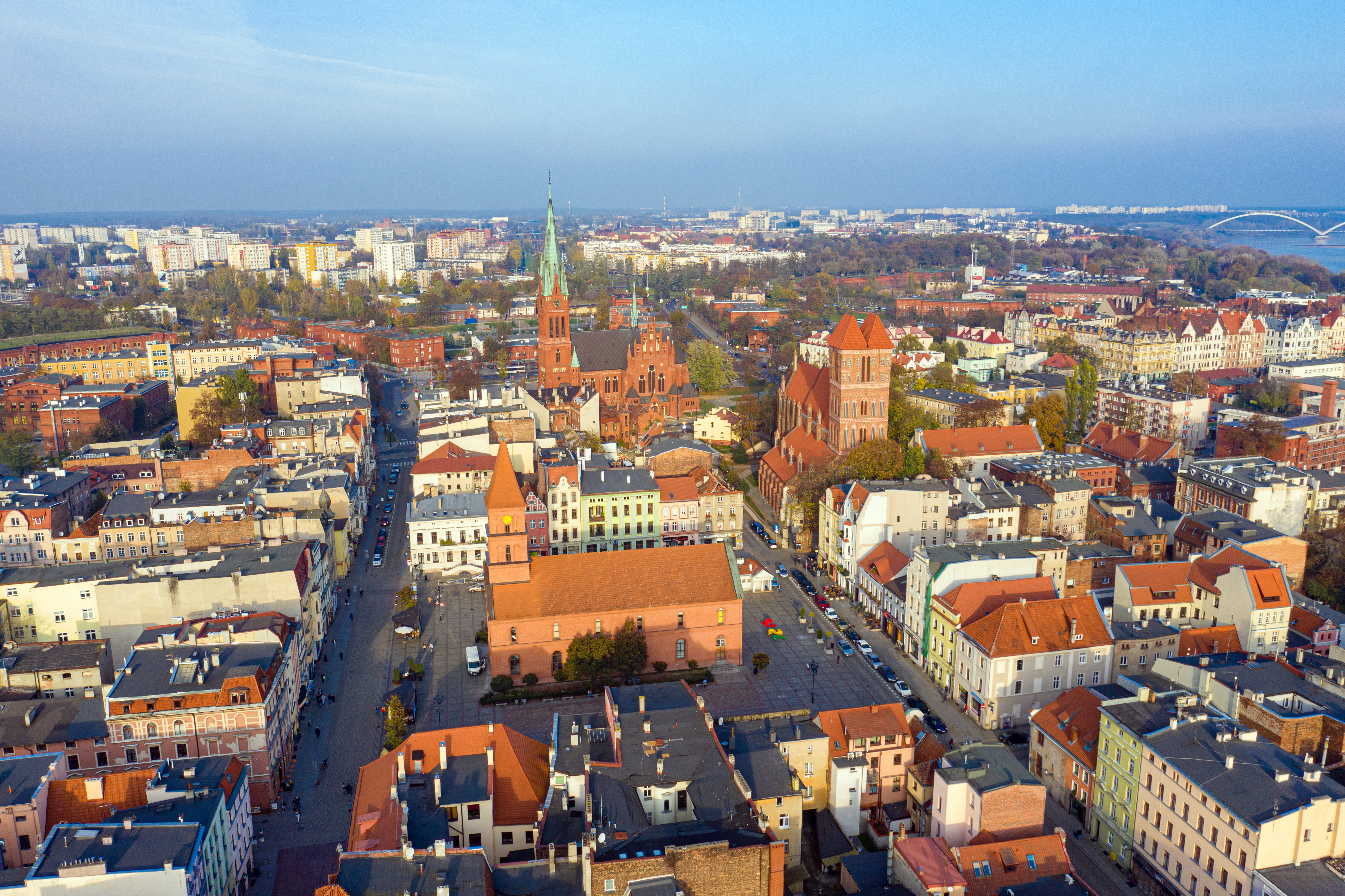
Výhled ze západu

Novoměstské náměstí (polsky Rynek Nowomiejski) je náměstí v polském městě Toruni v Kujavsko-pomořském vojvodství. Náměstí leží v centru Nového Města (nejmladší části městské čtvrti Stare Miasto), založeného v roce 1264.  

## Umístění
Novoměstské náměstí se nachází ve východní části historického jádra Toruně (Zespół staromiejski Torunia, tedy komplex starého města Toruň, památka UNESCO).

## Popis
Jedná se o čtvercové náměstí o rozměrech kolem 95 × 95 m, s průčelími dlouhými asi 70 m a s boky šikmými k hlavním světovým stranám. Z každého nároží vybíhají dvě kolmé ulice, které jsou prodloužením průčelí: z východního nároží - ulice Szpitalna a ulice sv. Jakuba, z jižního nároží - ulice Browarna a ulice Ślusarska, ze západního nároží - ulice Królowej Jadwigi a ulice Prosta a ze severního nároží - ulice Sukiennicza a ulice sv. Kateřiny. Ve východním rohu se nachází kostel svatého Jakuba.

## Významné budovy a objekty
Od počátku 14. století stála uprostřed náměstí Nová radnice, v níž se nacházela zasedací místnost městské rady, soudní lavice, místnosti kanceláře a podkomořího, plátenické sály, chlebové krámy a ve sklepení (jediné dochované prostory gotické radnice) pivnice a vězení. Po sloučení Starého Města s Novým Městem v roce 1454 se budova stala pomocným sídlem městského úřadu a časem byla využívána jako skladiště. Od roku 1668, poté, co evangelická novoměstská obec přišla o kostel svatého Jakuba a nutnou úpravu (včetně odstranění stropu mezi přízemím a prvním patrem), sloužil jako luteránský kostel zasvěcený Nejsvětější Trojici. Gotickou radnici, přestavěnou na kostel, se podařilo zachovat až do počátku 19. století. Vzhledem ke špatnému technickému stavu budovy bylo rozhodnuto postavit na jejím místě novou budovu kostela Nejsvětější Trojice. Původní návrh kostela počítal s využitím stávajících obvodových zdí a zadního průčelí, kterému chyběl pouze stupňovitý štít; přední průčelí mělo být zcela zbouráno. Novorománská stavba podle projektu Karla Friedricha Schinkela byla dokončena v roce 1824. Až do roku 1918 sloužil evangelickým věřícím, v letech 1927-1939 jej pak využívala toruňská farnost jako pravoslavný kostel. Dnes v něm sídlí nadace Tumult Foundation.
Novoměstské náměstí bylo obklopeno činžovními domy nejbohatších obyvatel Nového Města. Vzhledem k méně obchodnickému a řemeslnickému charakteru Nového Města byly tyto domy poněkud skromnější než jejich protějšky ve Starém Městě. Na místě dnešního činžovního domu čp. 10 se kromě nájemních domů nacházely nejméně od 14. století také masné krámy. Zabíraly pozemek široký asi 4,6 m, který sahal po celé délce bloku až k ulici Wielkie Garbary. V novověku fungovaly na trhu dva z více než dvaceti hostinců: hostinec Modrý Fartuchem a hostinec U zedníků. V 16. století byl navíc na místě dnešního činžovního domu č. 25 založen Novoměstský Dom Weselny (svatební dům). V důsledku mnoha požárů v Novém Městě v letech 1413 až 1455, zničení během křižáckých válek v 15. století a později během švédských a napoleonských válek se ze středověku dochovalo poměrně málo staveb. Dnes dochovaná podoba domů je z větší části výsledkem pozdějších úprav z novověku a 19. století.
Všechna průčelí Novoměstského náměstí a fasády rohových domů jsou zapsané od roku 1961 v registru nemovitých památek pod číslem A / 1371.

## Galerie

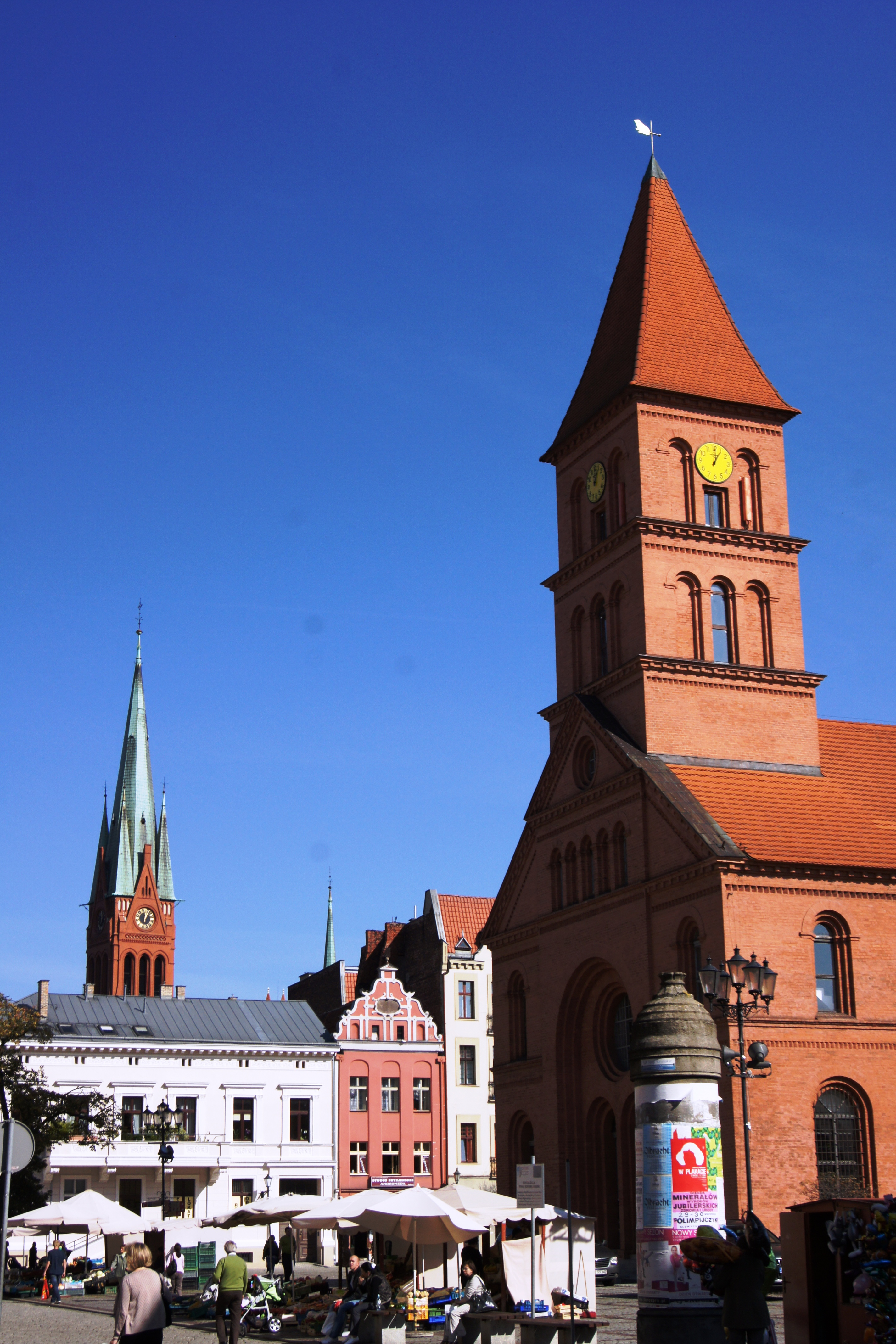
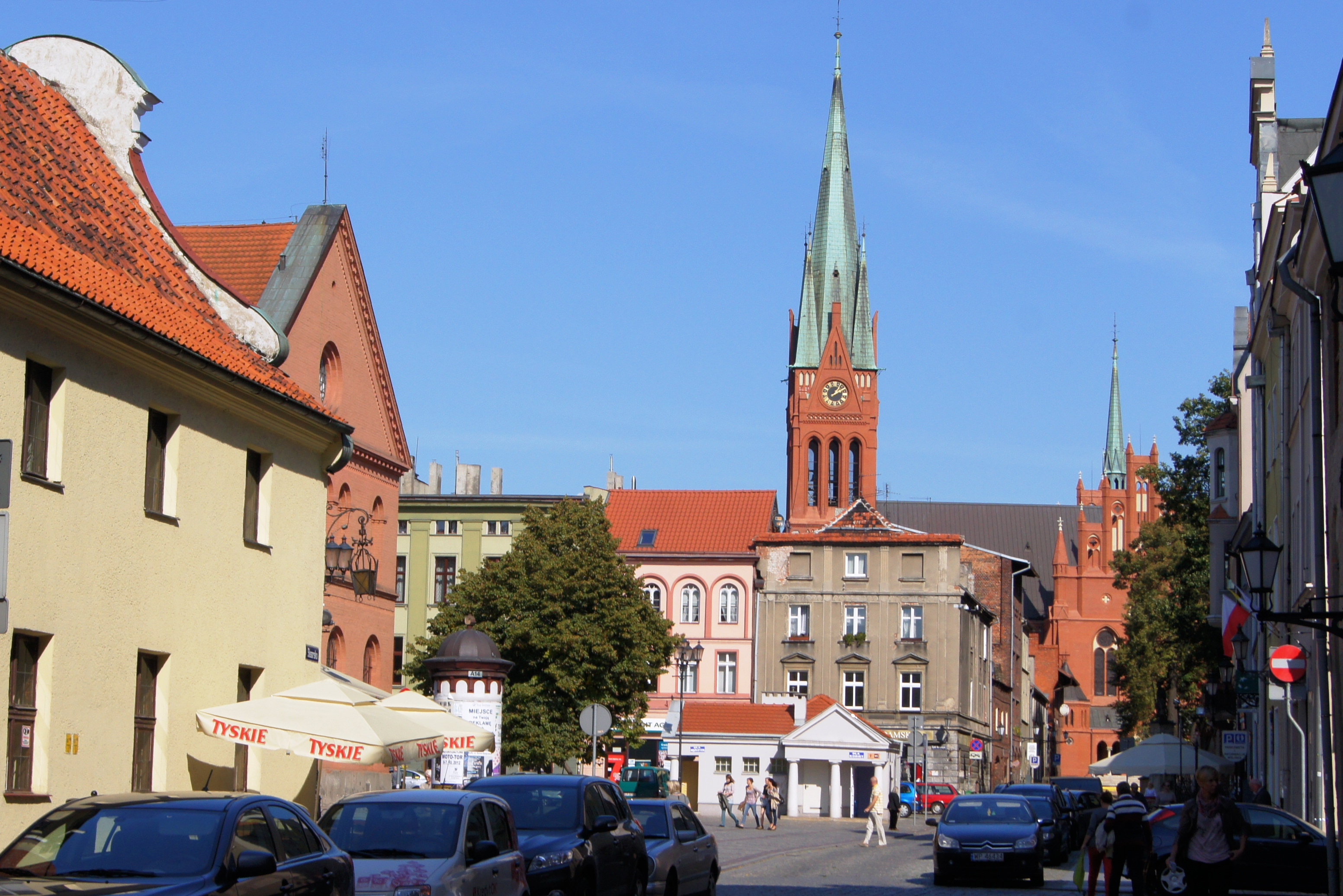
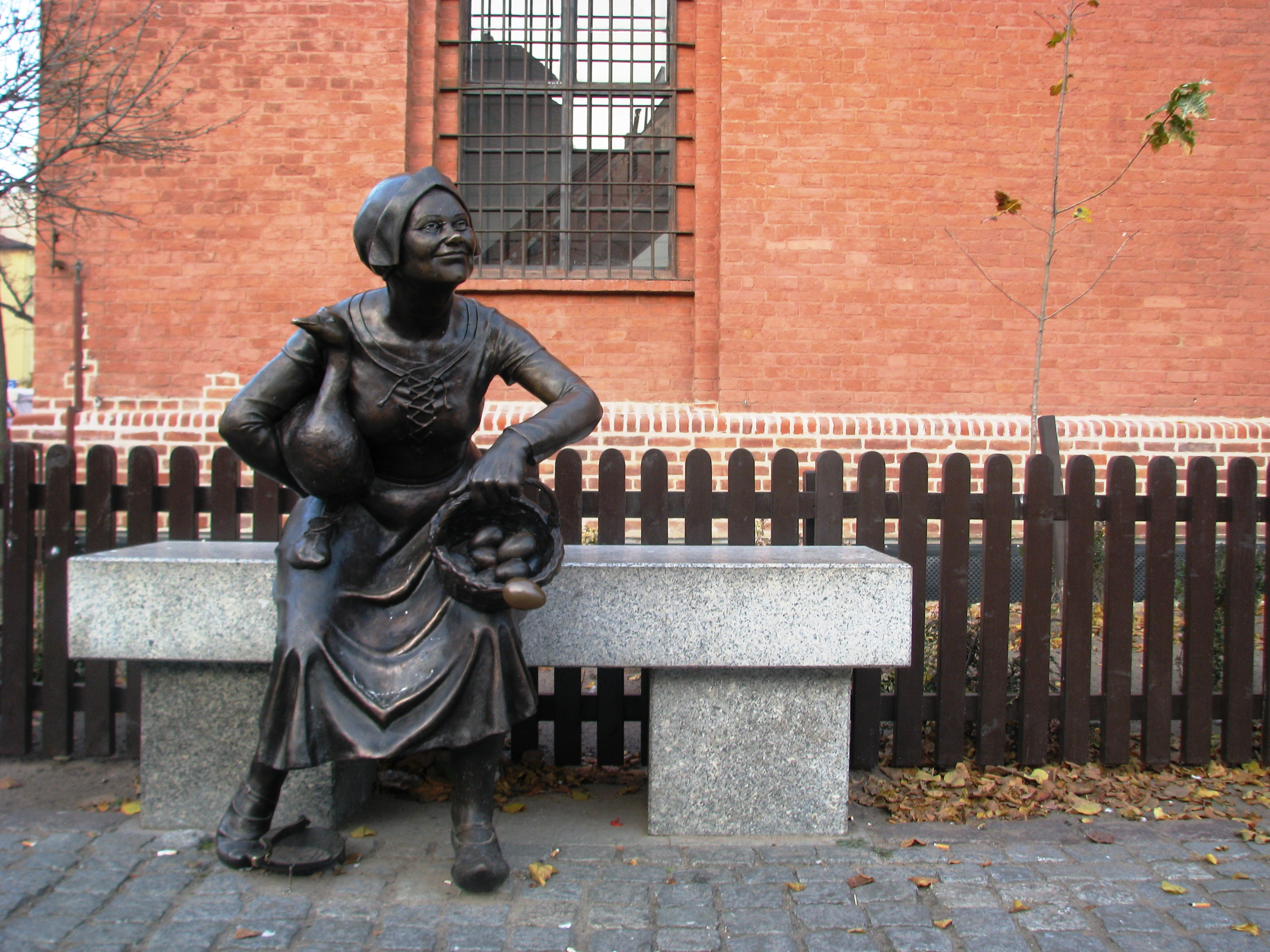
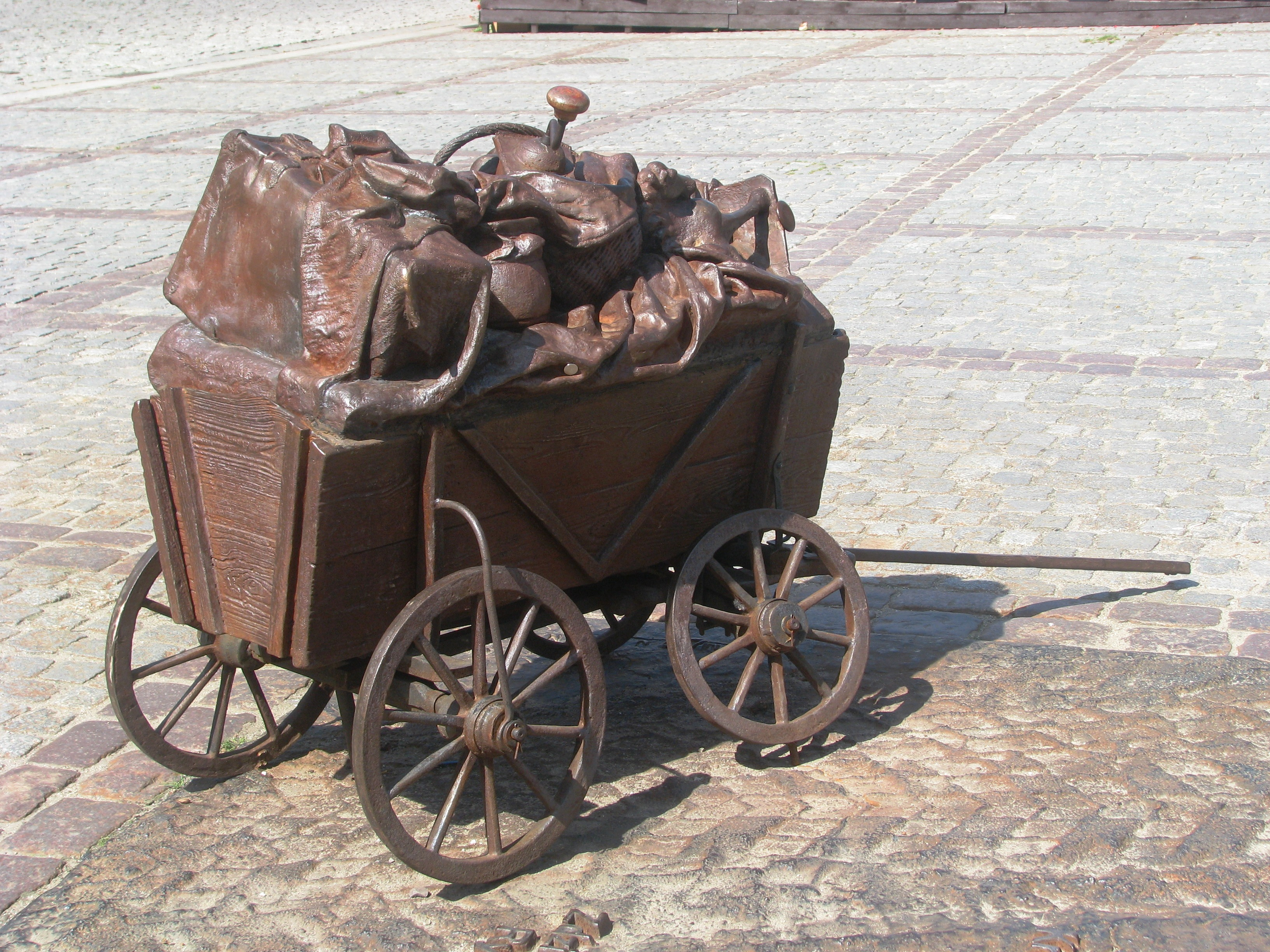
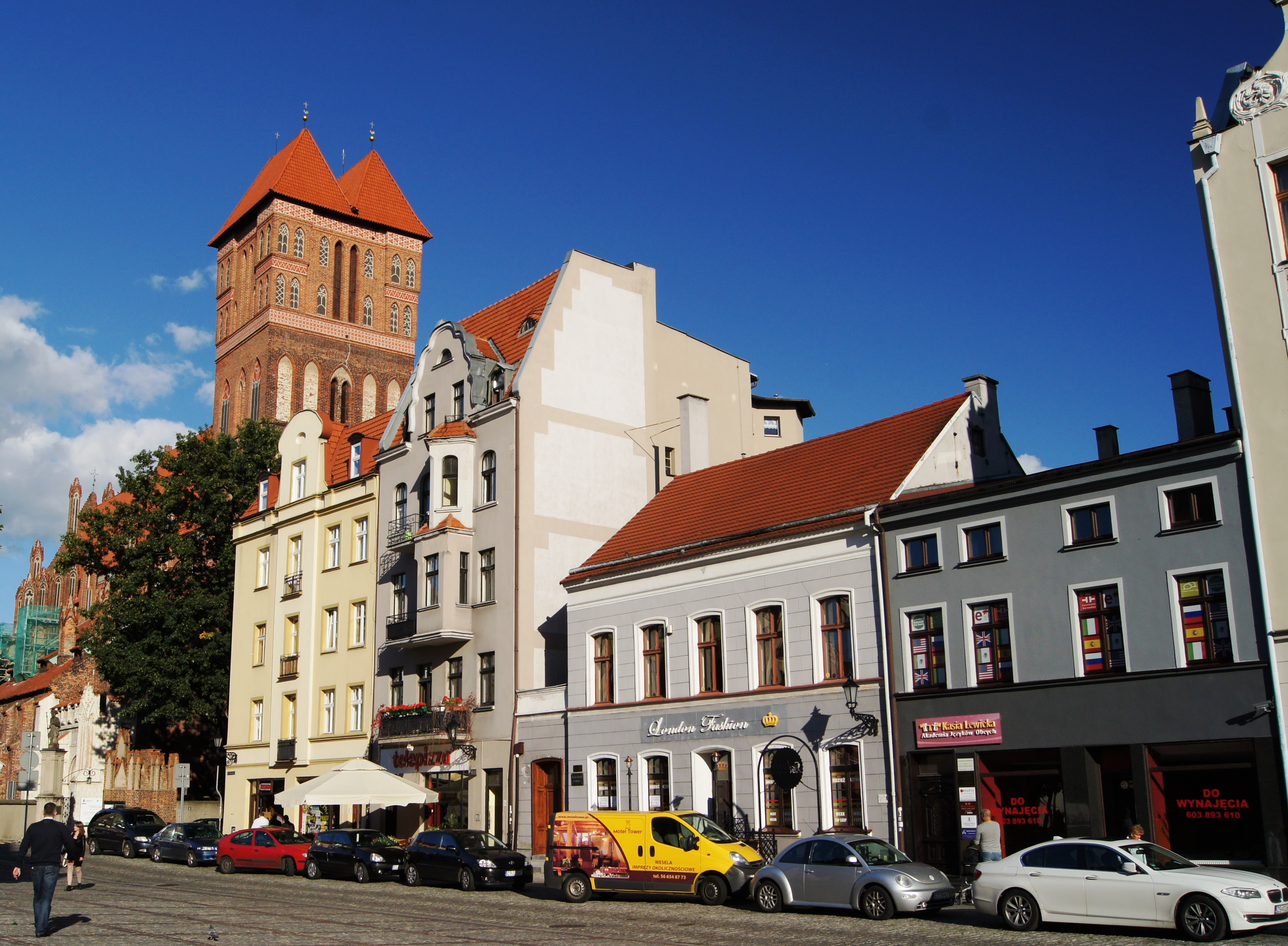

## Průčelí
Průčelí Novoměstského náměstí:

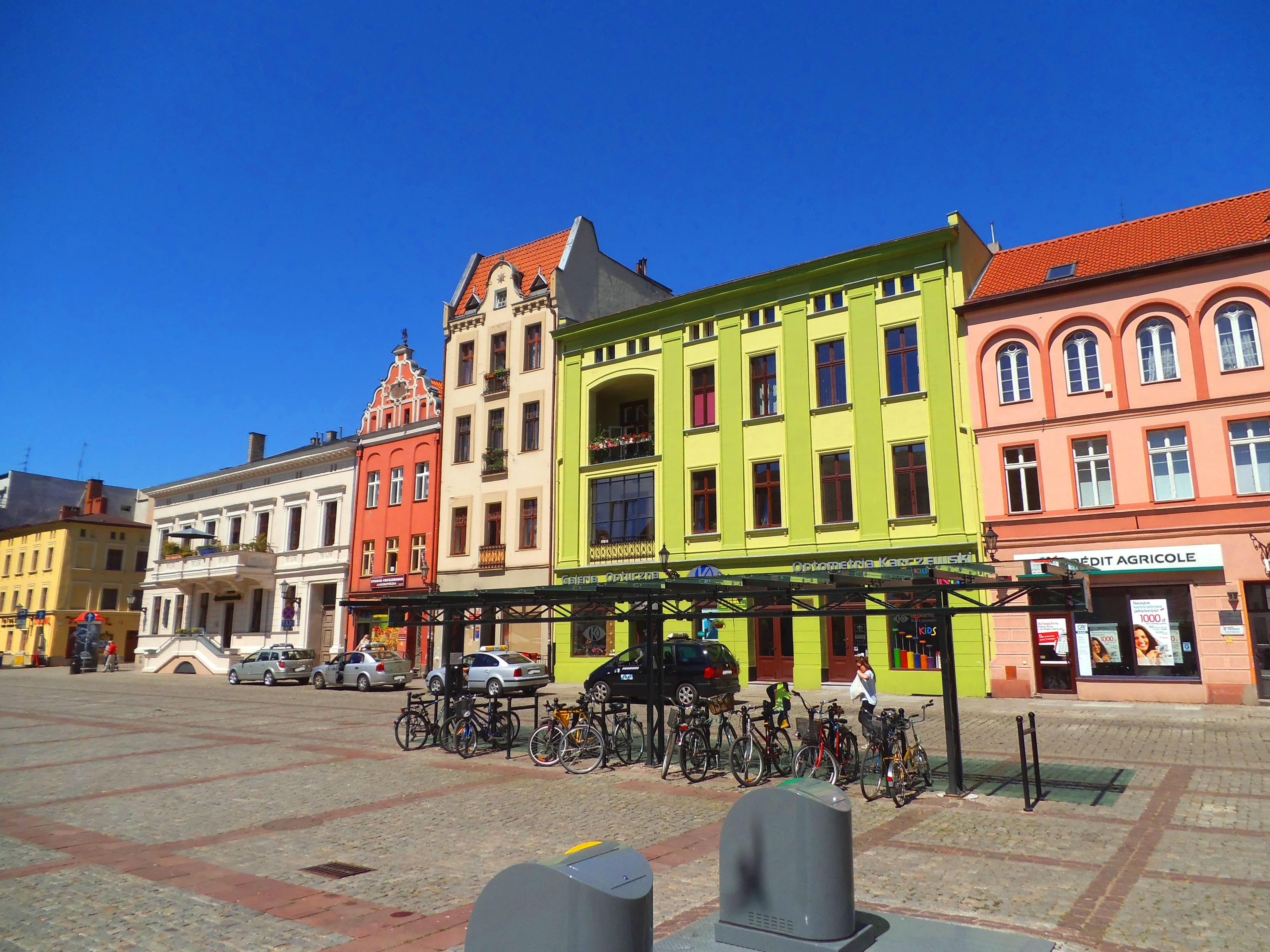
severovýchodní
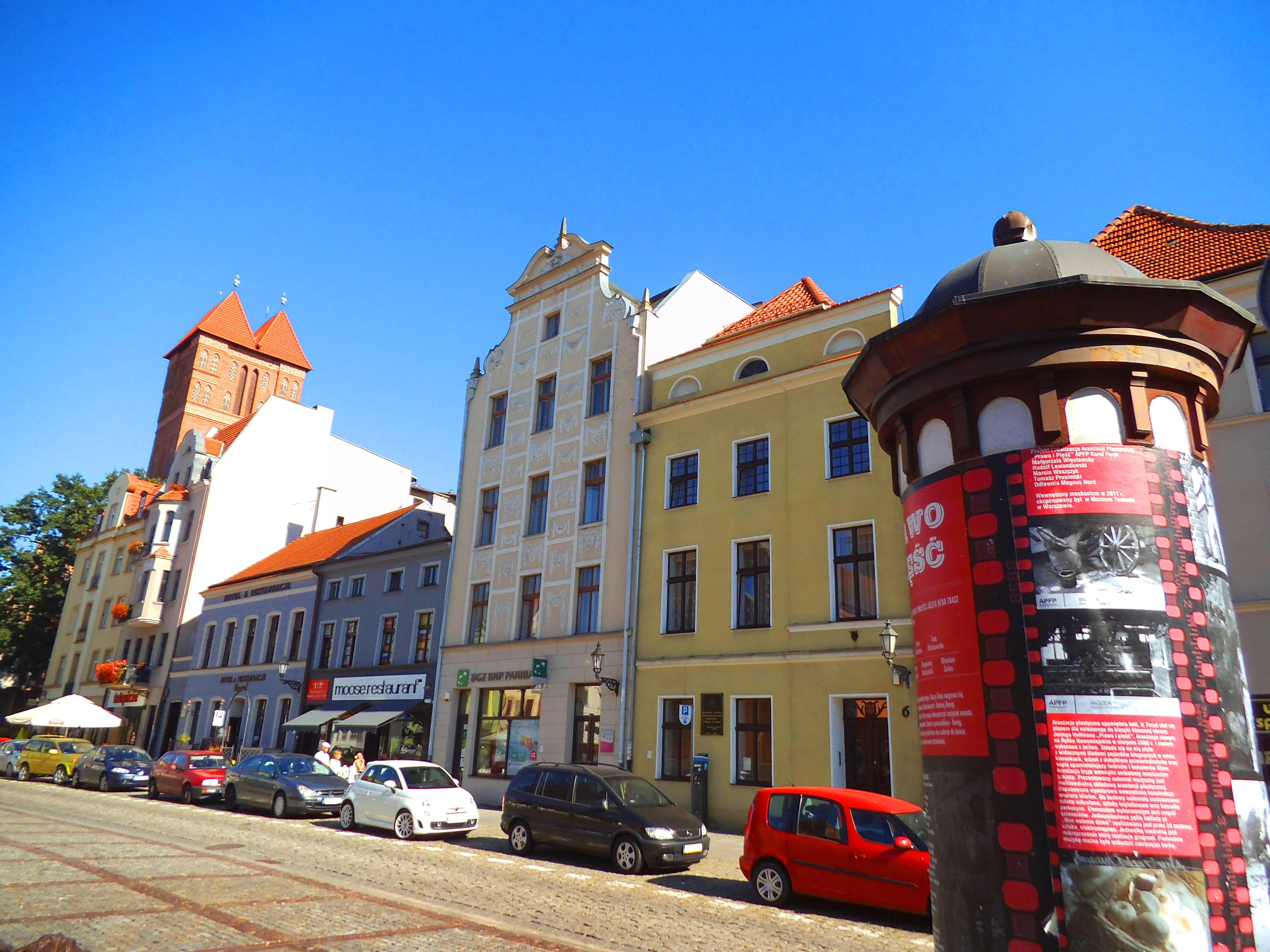
jihovýchodní
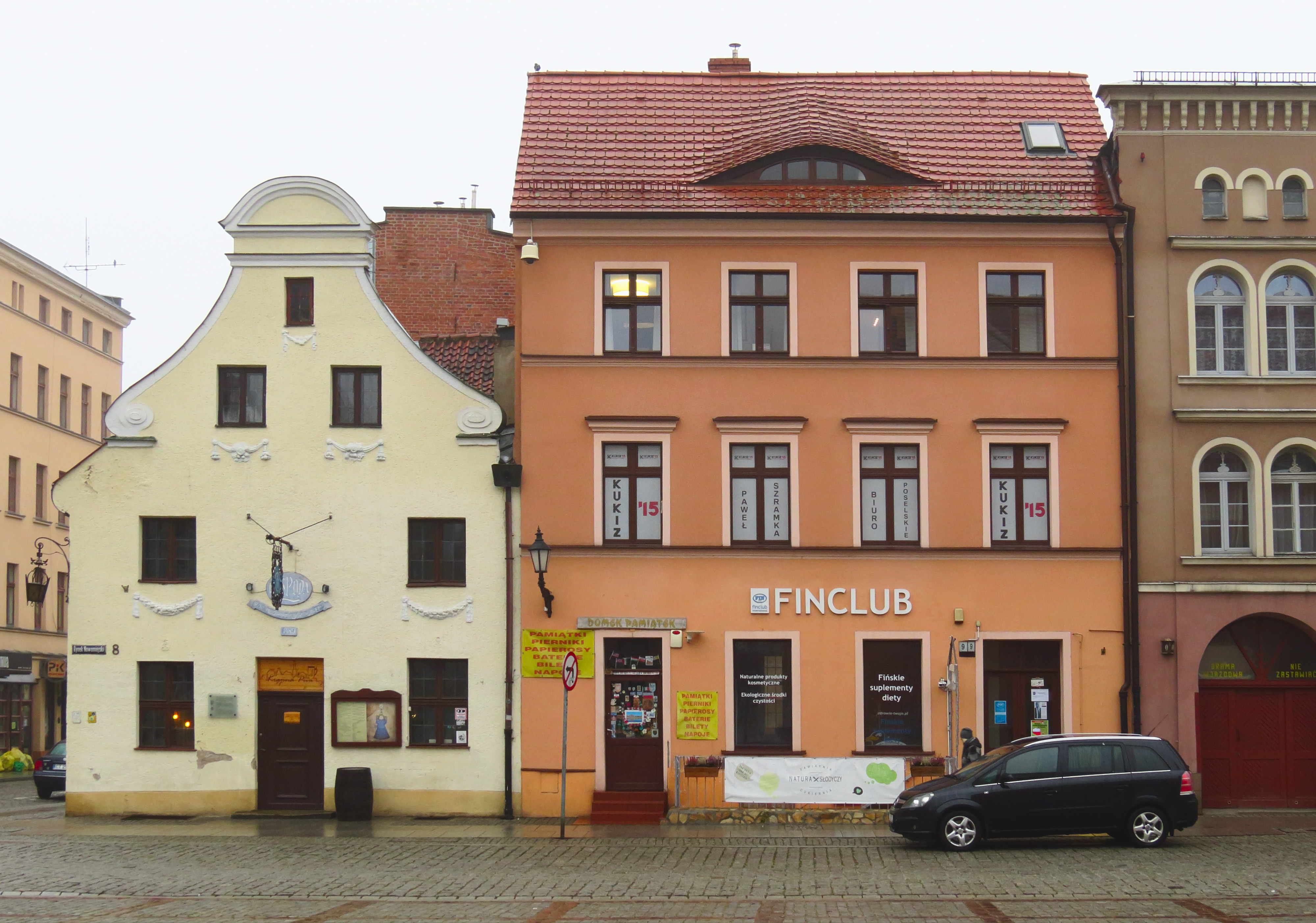
jihozápadní
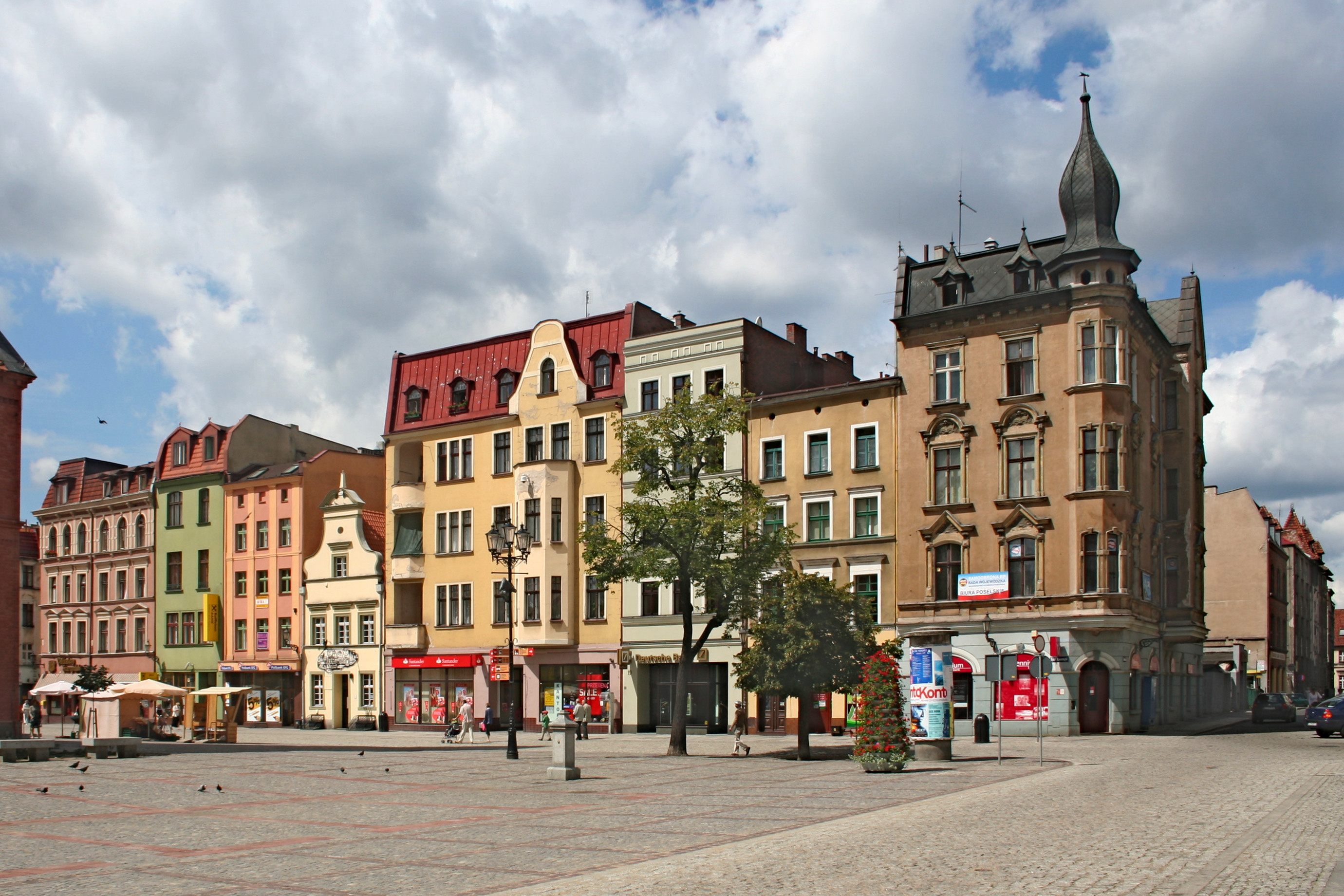
severozápadní

## Důležitější činžovní domy

### Jižní průčelí
| Objekt                                     | Datum výstavby                                | Architektonický styl | Poznámky | Obrázek |
| ------------------------------------------ | --------------------------------------------- | -------------------- | --- | ------- |
| Novoměstské náměstí 1, ulice sv. Jakuba 21 | 1911, 1912                                    | Klasicismus          | Štukové dekorace fasády |         |
| Novoměstské náměstí 2                      | Před 1905, 1907                               | Secese               | Secesní štuk byl odstraněn v 60. letech 20. století – stejně jako v případě činžovního domu č. 1. Od rekonstrukce v roce 1907 do vypuknutí války v roce 1939 sídlil zde hotel Europa. |         |
| Novoměstské náměstí 3                      | 15. století, 2. polovina 17. století, 1865    | Klasicismus          | Činžovní dům od 18. století do druhé světové války patřil k vážené toruňské rodině Körnerů. V letech 1847–1859 žil v něm německý spisovatel, satirista a etnograf Bogumil Goltz. |         |
| Novoměstské náměstí 4                      | 18. století                                   | Klasicismus          | V přízemí činžovního domu se nacházel jeden ze dvou obchodů společnosti Herrmann Thomass, který provozoval druhou největší továrnu perníků v Toruni. |         |
| Novoměstské náměstí 5                      | 16. století přestavba, 17. /18. století, 1891 | Baroko               | Až do roku 1921 zde bydlel významný historik a archivář Artur Semrau, kurátor Městského muzea v radnici, a v letech 1919–1921 první konzervátor památníků v Toruni. Byl také redaktorem vědeckého časopisu Mitteilungen des Coppernicus-Vereins pro Wissenschaft und Kunst zu Thorn, publikovaného v letech 1878–1939. |         |
| Novoměstské náměstí 6                      | 15. století, přestavba na začátku 19. století | Gotika, klasicismus  | V současné době fara kostela sv. Jakuba – farní kostel Nového Města. |         |
| Novoměstské náměstí 7                      | 15. století, 1624, 1830                       | Gotika               | Od začátku 20. století sídlila zde přes 30 let Novoměstská Hospoda |         |

### Západní průčelí
| Objekt                                                | Datum výstavby                                                | Architektonický styl | Poznámky | Obrázek |
| ----------------------------------------------------- | ------------------------------------------------------------- | -------------------- | --- | ------- |
| Hospoda U Modré Zástěry Novoměstské náměstí 8         | 15. století, důkladná rekonstrukce v 1. polovině 18. století, | Baroko               | Podle tradice, dům byl postaven v roce 1489. Několik set let zůstal ve vlastnictví rodiny Szalitů. Podle tradice dům navštěvovali mj. Polští králové nebo samotný Napoleon. Více v samostatném článku. |         |
| Novoměstské náměstí 9                                 | První polovina 19. století                                    | klasicismus          | |         |
| Novoměstské náměstí 10                                | První polovina 19. století                                    | klasicismus          | Bydlel zde Ignacy Danielewski (1829–1907), významný vydavatel, spisovatel a novinář, redaktor, mimo jiné Toruňských Novin.                                                                             |         |
| Novoměstské náměstí 11                                | 80. leta 19. století                                          | klasicismus          | |         |
| Novoměstské náměstí 12                                | 1847                                                          | klasicismus          | |         |
| Lekárna U Zlatého Lva v Toruni Novoměstské náměstí 13 | 15. století, 1624, 1830                                       | Gotika, klasicismus  | Více v samostatném článku. |         |

### Severní průčelí
| Objekt                                                       | Datum výstavby                     | Architektonický styl | Poznámky | Obrázek |
| ------------------------------------------------------------ | ---------------------------------- | -------------------- | --- | ------- |
| Hospoda Zednického Bratrství v Toruni Novoměstské náměstí 17 | 15. století, přestavba 18. století | Baroko               | Sídlí zde regionální kulturní instituce – Galerie a Umělecké středisko pro děti. Vice v samostatném článku. |         |

### Východní průčelí
| Objekt                 | Datum výstavby                       | Architektonický styl | Poznámky | Obrázek |
| ---------------------- | ------------------------------------ | -------------------- | --- | ------- |
| Novoměstské náměstí 22 | 19. století                          | klasicismus          | V roce 1939, ředitelství štábu Pomořanské armády. Od roku 1936 generál Wladysław Bortnowski (1891–1966), později velitel „Pomořanské“ armády během zářijové kampaně. V červnu 1938 zde se stavil maršál Edward Rydz-Śmigły, který přijel na vlastenecké obřady.                                 |         |
| Novoměstské náměstí 23 | 16. století, přestavba v 19. století | Renesance            | Bývalý dům farnosti sv. Jiřího. Během nedávných restaurátorských prací získala celá fasáda renesanční výzdobu, nahoře byla objevena kartuše s datem zachování provedeným v roce 1887 a nápis, který říká o vlastnictví farnosti. Má charakteristický ozdobný štít, korunovaný pomořským gryfem. |         |
| Novoměstské náměstí 25 | 15. století, přestavba v 19. století | klasicismus          | |         |
| Novoměstské náměstí 26 | 19. století                          | klasicismus          | Postavený na starších zdech, ve dvou patrech. |         |
| Novoměstské náměstí 27 | 1724, druha polovina 19. století     | klasicismus          | Je to rohový dům. Další adresa je ulice Szpitalna 10 |         |